# Genova–Casella-vasútvonal
A Genova–Casella-vasútvonal  egy 1000 mm nyomtávolságú, 3000 V egyenárammal villamosított egyvágányú vasútvonal Liguriában (Olaszország), amely Genova városát köti össze Casellával, a város mögötti hegyekben fekvő faluval.
Naponta kilenc vonatpár közlekedik, és ingázásra és turisztikai célokra egyaránt használják; három völgyet szel át, és 1929-ben nyitották meg.
Bár a vonal Liguria régió tulajdonában van, 2010 óta az AMT Genova üzemelteti.